# درو کاوردیل
درو کاوردیل (انگلیسی: Drew Coverdale؛ زادهٔ ۲۰ سپتامبر ۱۹۶۹) بازیکن فوتبال اهل بریتانیا است.
از باشگاه‌هایی که در آن بازی کرده‌است می‌توان به باشگاه فوتبال میدلزبرو، باشگاه فوتبال بوستون یونایتد، و باشگاه فوتبال دارلینگتون اشاره کرد.